# Claudia Durastanti
Claudia Durastanti (New York, 8 giugno 1984) è una scrittrice e traduttrice italiana con cittadinanza statunitense.

## Biografia
Nata a Bensonhurst, Brooklyn in una famiglia italiana, figlia di genitori sordi – la madre pittrice autodidatta e il padre "artista mancato" attivo nell'ambito delle installazioni – che non usavano la lingua dei segni per comunicare, all'età di sei anni, dopo la separazione dei genitori, si trasferisce con la madre e il fratello maggiore a Gallicchio, piccolo comune della Basilicata, terra di origine del ramo materno della sua famiglia. Si laurea in antropologia culturale all'Università La Sapienza di Roma, per poi proseguire gli studi alla De Montfort University di Leicester e tornare alla Sapienza per un master in editoria e giornalismo. Nel 2015 è stata Italian Fellow in Literature alla American Academy in Rome.
Ha esordito nel 2010 con il romanzo Un giorno verrò a lanciare sassi alla tua finestra vincendo il Premio Mondello Giovani, il Premio Castiglioncello Opera Prima e arrivando in finale al Premio John Fante Opera Prima. Ha pubblicato i romanzi A Chloe, per le ragioni sbagliate nel 2013 e tre anni dopo Cleopatra va in prigione, che sviluppa un suo racconto precedentemente contenuto nell'antologia L'età della febbre, dedicata ai migliori under-40 della scena letteraria italiana.
Nel 2019 ha dato alle stampe il memoir famigliare La straniera, dedicato alla figura della madre entrando nella cinquina finale del Premio Strega 2019 e vincendo il Premio Strega Off e il Premio Pozzale Luigi Russo. Sempre con La straniera è finalista al Premio Alassio Centolibri, al Premio Viareggio e al Premio Stresa. Il libro è tradotto in diverse lingue.
Ha pubblicato inoltre racconti su Los Angeles Review of Books, The Serving Library, e collabora con TuttoLibri e Internazionale.
Collabora in qualità di traduttrice con diverse case editrici italiane. Lavora come consulente editoriale per il Salone del libro di Torino e ha cofondato il Festival of Italian Literature in London. Per molti anni si è occupata di musica per Il Mucchio Selvaggio. Dal 2020 scrive la rubrica Canzoni su Internazionale.
Nel 2021 viene nominata da Elisabetta Sgarbi curatrice de La tartaruga, marchio appartenente al gruppo La nave di Teseo.

## Opere

### Romanzi
- Un giorno verrò a lanciare sassi alla tua finestra, Venezia, Marsilio, 2010 ISBN 978-88-317-0572-1.
- A Chloe, per le ragioni sbagliate, Venezia, Marsilio, 2013 ISBN 978-88-317-1670-3.
- Cleopatra va in prigione[21], Roma, minimum fax, 2016 ISBN 978-88-7521-745-7.
- La straniera, Milano, La Nave di Teseo, 2019 ISBN 978-88-93447-75-1.
- Missitalia, Milano, La Nave di Teseo, 2024 ISBN 978-88-346-1636-9.

### Racconti
- L'età della febbre di AA. VV., Roma, minimum fax, 2015 ISBN 978-88-7521-649-8.
- "Da Mario Merola a Kendrick Lamar: storia d'amore senza nessuna separazione" in Quello che hai amato. Undici donne. Undici storie vere di AA. VV., Torino, UTET, 2015
- "Un sistema chiuso" in La fuga di AA. VV., Milano, Il Castoro, 2018
- "Qualcosa di più, e qualcosa di meno" in Musa e getta. Sedici scrittrici per sedici donne indimenticabili (ma a volte dimenticate) di AA. VV., Firenze, Ponte Alle Grazie, 2021
- "House of Flies",[22] pubblicato sul sito di Granta, 2021
- "Missing Time. On Translating the Great Gatsby once again", pubblicato sulla Los Angeles Review of Books

### Traduzioni
- Il fantasma del sabato sera. Interviste sulla vita e la musica di Tom Waits, Roma, minimum fax, 2012 ISBN 978-88-7521-444-9
- Shotgun Lovesongs di Nickolas Butler, Venezia, Marsilio, 2014 ISBN 978-88-3171-904-9
- Il cuore degli uomini di Nickolas Butler, Venezia, Marsilio, 2017 ISBN 9788831726269
- Future sex di Emily Witt, Roma, minimum fax, 2017 ISBN 9788875216535
- Sotto il falò di Nickolas Butler, Venezia, Marsilio, 2018 ISBN 9788831729376
- Femmes magnifiques. Cinquanta donne magnifiche che hanno cambiato il mondo, Milano, Mondadori, 2018 ISBN 9788804684572
- Atlante sentimentale dei colori di Kassia St Clair, Torino, UTET, 2018 ISBN 9788851164423
- Un'altra occupazione di Joshua Cohen, Torino, Codice Edizioni, 2018 ISBN 9788875787479
- Il museo delle relazioni interrotte di Olinka Vištica e Drazen Grubisic, Milano, Mondadori, 2018 ISBN 9788804705246
- Le regole non valgono di Ariel Levy, Milano, Bompiani, 2018
- In cucina con Kafka di Tom Gauld, Milano, Mondadori, 2018 ISBN 9788804686606
- "Il trucco della bottiglia" di Nalo Hopkinson, "Il sonno delle piante" di Anne Richter, "Racconti dal seno" di Hiromi Goto in Le Visionarie. Fantascienza, fantasy e femminismo: un'antologia di AA. VV., a cura di Ann & Jeff VanderMeer, Roma, NERO, 2018
- Mooncop. Poliziotto lunare di Tom Gauld, Milano, Mondadori, 2019 ISBN 9788804713784
- Il libro dei numeri di Joshua Cohen, Torino, Codice Edizioni, 2019 ISBN 9788875788124
- La trama del mondo. I tessuti che hanno fatto la storia di Kassia St Clair, Torino, UTET, 2019 ISBN 9788851174309
- Chthulucene di Donna Haraway, Roma, NERO, 2019, (con Clara Ciccioni) ISBN 9788880560449
- Schadenfreude. La gioia per le disgrazie altrui di Tiffany Watt Smith, Torino, UTET, 2019 ISBN 9788851169312
- Brevemente risplendiamo sulla terra di Ocean Vuong, Milano, La Nave di Teseo, 2020 ISBN 9788834601327
- Tempi eccitanti di Naoise Dolan, Roma, Edizioni Atlantide, 2020
- Madre delle ossa di David Demchuk, Milano, Zona 42, 2020
- La nostra furiosa amicizia di Rufi Thorpe, Torino, Bollati Boringhieri, 2021
- La fattoria degli animali di George Orwell, Milano, Garzanti, 2021
- Quattro nuovi messaggi di Joshua Cohen, Torino, Codice Edizioni, 2021
- Tempi moderni di Cathy Sweeney, Milano, il Saggiatore, 2021
- Notti insonni di Elizabeth Hardwick, Milano, Blackie Edizioni, 2021 ISBN 9788831321136
- Chinatown interiore di Charles Yu, Milano, La Nave di Teseo, 2021 ISBN 9788834606353
- I Terrenauti di T. Coraghessan Boyle, Milano, La nave di Teseo, 2022
- Un fantasma in gola di Doireann Nì Ghrìofa, Milano, Il Saggiatore, 2022 ISBN 978-8842829652
- I Netanyahu di Joshua Cohen, Torino, Codice Edizioni, 2022 ISBN 979-1254500132
- Le cinque ferite di Kirstin Valdez Quade, Milano, La nave di Teseo, 2022 ISBN 978-8834610633
- Notte al neon di Joyce Carol Oates, Carbonio editore 2022 ISBN 9791280794048
- Sangue e viscere al liceo di Kathy Acker, Bari, LiberAria Editrice, 2023
- Il fratello del famoso Jack di Barbara Trapido, Milano, HarperCollins Italia, 2023
- Passeggiare la notte di Leila Mottley, Torino, Bollati Boringhieri, 2023
- Gli uomini di Sandra Newman, Firenze, Ponte Alle Grazie, 2023
- La coppia felice di Naoise Dolan, Roma, Edizioni di Atlantide, 2023

## Premi e riconoscimenti
- Premio Mondello Giovani, Premio Castiglioncello Opera Prima nel 2010
- Premio Pozzale Luigi Russo, Premio Sila, Premio Jacopone da Todi, Premio “Lo Straniero”, Premio Strega Off e finalista Premio Strega per La straniera nel 2019
- Premio Mondello Autore italiano per Missitalia nel 2024[23]